# La Tour-du-Meix
La Tour-du-Meix es una localidad y comuna francesa situada en la región de Franco Condado, departamento de Jura, en el distrito de Lons-le-Saunier y cantón de Orgelet.

## Demografía
| 186 | 189 | 142 | 156 | 167 | 162 | 484 |
| Para los censos de 1962 a 1999 la población legal corresponde a la población sin duplicidades (Fuente: INSEE [Consultar]) |     |     |     |     |     |     |